# Wassiljewskoje (Kaliningrad)
Wassiljewskoje (russisch Васильевское, deutsch Wesselshöfen) ist eine ländliche Siedlung in der russischen Oblast Kaliningrad. Sie gehört zur kommunalen Selbstverwaltungseinheit Stadtkreis Gurjewsk im Rajon Gurjewsk.

## Geographische Lage
Wassiljewskoje liegt 26 Kilometer nordöstlich der Stadt Kaliningrad (Königsberg) unweit des Südufers des Kurischen Haffs (russisch: Kurschski Saliw) etwa einen Kilometer östlich von Starorusskoje (Eythienen), von wo es über die Kommunalstraße 27K-209 zu erreichen ist. Ein Bahnanschluss besteht nicht mehr, seit die Bahnstrecke Prawten–Schaaksvitte (Lomonossowo–Kaschirskoje) der Königsberger Kleinbahn mit der Station Eythienen (Starorusskoje) nicht mehr in Betrieb ist.

## Geschichte
Das bis 1946 Wesselshöfen genannte Gut, Hof und Vorwerk wurde 1874 als Gutsbezirk in den neu errichteten Amtsbezirk Schaaken (Domäne, Gutsbezirk, heute nicht mehr existent) eingegliedert und gehörte bis 1939 zum Landkreis Königsberg (Preußen), von 1939 bis 1945 zum Landkreis Samland im Regierungsbezirk Königsberg der preußischen Provinz Ostpreußen. Im Jahre 1910 lebten hier 132 Einwohner. Am 15. November 1928 verlor Wesselshöfen seine Eigenständigkeit und wurde in die Landgemeinde Eythienen (russisch: Starorusskoje) eingemeindet.
Infolge des Zweiten Weltkrieges kam Wesselshöfen mit dem nördlichen Ostpreußen zur Sowjetunion. Im Jahr 1950 erhielt der Ort die russische Bezeichnung Wassiljewskoje und wurde gleichzeitig dem Dorfsowjet Kaschirski selski Sowet im Rajon Gurjewsk zugeordnet. Im Jahr 1954 gelangte Wassiljewskoje in den Marschalski selski Sowet. Von 2008 bis 2013 gehörte der Ort zur Landgemeinde Chrabrowskoje selskoje posselenije und seither zum Stadtkreis Gurjewsk.

## Kirche
Die mehrheitlich evangelische Bevölkerung Wesselhöfens war bis 1945 in das Kirchspiel Schaaken eingepfarrt. In dem Ort Kirche Schaaken (russisch: Schemtschuschnoje) stand das Gotteshaus und gehörte zum Kirchenkreis Königsberg-Land II innerhalb der Kirchenprovinz Ostpreußen der Kirche der Altpreußischen Union. Letzter deutscher Geistlicher war Pfarrer Ernst Glaubitt zusammen mit Pfarrer Walter Dignath. Heute liegt Wassiljewskoje im Einzugsbereich der evangelisch-lutherischen Kirchengemeinde in Marschalskoje (Gallgarben), einer Filialgemeinde der Auferstehungskirche in Kaliningrad (Königsberg) in der Propstei Kaliningrad der Evangelisch-lutherischen Kirche Europäisches Russland (ELKER).